# Opendns
OpenDNS är ett amerikanskt företag baserat i San Francisco, Kalifornien, USA som primärt erbjuder och säljer en tjänst med samma namn. Tjänsten är en fri och snabb DNS-uppslagning som även erbjuder mer avancerade funktioner som rättstavning och skydd mot nätfiske.

## Tjänster

### DNS-tjänst
Opendns erbjuder en fri DNS-tjänst för privatpersoner och företag som ett alternativ till den DNS som normalt erbjuds av internetleverantörer. Genom att placera sina servrar på strategiska platser och ha en stor cache av domännamn så kan Opendns hantera DNS-förfrågningar snabbare. 
Som funktioner utöver basfunktionaliteten så erbjuder man även ett filter mot nätfiske, blockering av domäner och rättning av stavfel (till exempel "wikipedia.og" till "wikipedia.org"). Genom att underhålla och sammanställa en lista över elaka webbplatser så kan Opendns blockera tillgång till dessa när en användare försöker att nå dem.
Opendns har också lanserat tjänsten PhishTank som möjliggör för användare att rapportera och recensera misstänkta nätfiskesidor.
Man använder inte öppen källkod utan namnet OpenDNS refererar istället till att tjänsten är öppen för alla, oavsett vart DNS-förfrågningarna kommer ifrån.
Opendns intäkter kommer delvis ifrån annonser som visas när en användare skriver in ett domännamn som inte existerar. Då skickas användaren till en sida på Opendns servrar som visar en sida med en sökruta och reklam på.
Trots att den här tjänsten är väldikt lik Site Finder som drevs av Verisign och liknande omdirigeringar som många internetleverantörer använder sig av i sina egna DNS-servrar så menar Opendns att detta inte är på samma sätt. Opendns är bara en opt-in-tjänst (till skillnad från Site Finder som påverkade hela Internet då Verisign är en stor regiastrar) och att intäkterna bara betalar för specialutformade DNS-tjänster.

### Specialutformade tjänster
En specialutformad tjänst är shortcuts som företaget lanserade den 22 april 2007. Tjänsten låter användarna skapa egna DNS-genvägar. Till exempel att "wiki" pekas till "sv.wikipedia.org". En tjänst som blev uppmärksammad i USA när den lanserades.
Den 13 maj 2007 lanserar man en ny tjänst för att blockera eller filtrera domäner baserat på kategorisering. Tjänsten är främst riktad mot företag och utbildningsinstitutioner men även till privatpersoner i form av föräldrakontroll. Genom att nätägaren får möjlighet att bestämma vilka kategorier som är lämpliga så kan Opendns sedan blockera vissa kategorier baserat på en vitlista eller svartlista. Ett par månader senare, i augusti 2007 lade man till möjligheten att på individnivå sätta egna tillåtna eller förbjudna sidor.
I februari 2008 bytte man modell på sina listor och istället för att ha hemliga listor startade man en gemenskapsdriven lista där individuella användare kan gå in och föreslå domäner som skall blockeras. Om ett tillräckligt stort antal användare är överens så läggs sidan till för blockering. Antalet röster som krävs för att en sida skall svartlistas är dock hemligt.
Totalt har man mer än 50 kategorier som användaren kan tillåta eller blockera för att få en finjusterad kontroll.
Den 3 december 2007 lanserades tjänsten DNS-O-Matic som låter användaren uppdatera flera dynamiska DNS-tjänster baserade på DynDNS API.
I oktober 2009 lanserade man en premiumtjänst för företag. Premiumtjänsten är annonsfri och har fler rapport- och blockeringsfunktioner.
Opendns hanterar över 19 miljarder DNS-frågor dagligen.

## Historia
- Under juli 2006 lanseras Opendns av datavetaren och entreprenören David Ulevitch. Man startade med riskkapital från Minor Ventures som leds av Cnets grundare Halsey Minor.[2]
- Den 10 juli 2006 omnämns Opendns av Digg, Slashdot[12] och Wired magazine[6] vilket gjorde att antalet DNS-förfrågningar steg från en miljon den 1 juli till 30 miljoner den 11 juli.[källa behövs]
- Den 2 oktober 2006 lanserade man tjänsten PhishTank, en gemensam online-databas för att motverka nätfiske.
- Den 5 november 2008 lämnar Nand Mulchandani företaget VMwares säkerhetsgrupp för att ta över som VD på Opendns. Dåvarande VD och grundare David Ulevitch stannar kvar i företaget som CTO.[13]
- I november 2009 återgår Ulevitch till att vara VD för Opendns.

## Servrar
Opendns tillhandahåller följande DNS-servrar för allmänt användande. Adresserna routas med hjälp av anycast
- 208.67.222.222 (resolver1.opendns.com)
- 208.67.220.220 (resolver2.opendns.com)
- 208.67.222.220
- 208.67.220.222